# Jerry’s Nugget Casino
Jerry’s Nugget Casino – kasyno o powierzchni 2.200 m², działające w North Las Vegas, w amerykańskim stanie Nevada. Stanowi własność rodziny Stamis.
W 2008 roku Nevada Gaming Control Board przywróciła licencję na prowadzenie gier hazardowych Angelo Stamisowi, jednemu z właścicieli obiektu. Był to jednocześnie pierwszy przypadek, kiedy komisja zezwoliła na wznowienie tego typu licencji.
W 2008 roku rodzina Stamis poinformowała, że planuje w przyszłości poszerzyć Jerry’s Nugget Casino o hotel, jednak od tego czasu nie podjęto konkretnych działań w tym celu.

## Historia
Jerry’s Nugget zostało otwarte w 1964 roku przez Jerry’ego Lodge'a i Jerry’ego Stamisa. W 1968 roku dwójka wykupiła Bonanza Club, położony naprzeciw budynku Jerry’s Nugget. Transakcja była równoznaczna z przenosinami kasyna do nowego obiektu, zajmowanego wcześniej przez Bonanza Club. Dzięki temu, jego powierzchnia wzrosła o 930 m², do 2.200 m².